# Ngquza Hill
Ngquza Hill (dawniej Qaukeni) – gmina w Republice Południowej Afryki, w Prowincji Przylądkowej Wschodniej, w dystrykcie O.R. Tambo. Siedzibą administracyjną gminy jest Flagstaff.